# The Marriage of Kitty
The Marriage of Kitty è un film muto del 1915 diretto da George Melford e interpretato da Fannie Ward, nota attrice di teatro, qui al suo esordio sugli schermi.
La sceneggiatura si basa su La Passerelle, lavoro teatrale del 1902 di Francis de Croisset (pseudonimo di Francis Wiener) e Fred de Gresac, adattata in inglese nel 1902 come The Marriage of Kitty da Cosmo Gordon Lennox.

## Trama
Lord Reginald Belsize, dopo aver ereditato in America una grande proprietà e milioni di dollari, diventa preda di caccia per Jack Churchill, giovane e dissipato membro del suo stesso club. Jack convince sua sorella Helen, un'attrice di cui Reginald è infatuato, a non lasciarsi scappare il giovane aristocratico pieno di soldi. I tre salpano insieme alla volta di New York dove Reginald scopre che, per entrare in possesso dell'eredità, deve sposarsi entro un anno a una sola condizione: che la sposa non sia mai stata un'attrice. Dato che Helen è fuori discussione, per aggirare l'inghippo Reginald, d'accordo con Travers, il suo avvocato, decide di sposarsi con una ragazza qualsiasi, disposta a divorziare da lui dopo sei mesi. 
La prescelta è la pupilla di Travers, Katherine "Kitty" Silverton, che, rimasta senza un soldo, accetta il patto in cambio di una casetta a Newport e cinquantamila dollari. Alle nozze, per non suscitare la gelosia di Helen, Kitty si presenta imbruttita e goffa. I due sposi si lasciano subito, prendendo due strade diverse, in vista del divorzio che dovrà aver luogo sei mesi più tardi. Qualche tempo dopo, però, Reginald vede una Kitty completamente diversa nelle fotografie delle riviste che mostrano una donna bellissima e affascinante, signora dei salotti e della buona società.
Ormai stanco di Helen, Reginald - incuriosito - si reca a Newport dove lo seguono anche Helen e Jack, pronti a provocare il divorzio. Reginald, invece, affascinato da Kitty, le chiede di sposarlo. La giovane, però, gli fa notare che lui non ha bisogno di farle quella proposta, dato che loro due sono già marito e moglie.

## Produzione
Il film, prodotto dalla Jesse L. Lasky Feature Play Company, venne girato in parte a San Francisco.

## Distribuzione
Il copyright del film, richiesto dalla Jesse L. Lasky Feature Play Co., Inc., fu registrato il 6 agosto 1915 con il numero LU6028.
Distribuito dalla Paramount Pictures e presentato da Jesse L. Lasky, il film uscì nelle sale statunitensi il 16 agosto 1915.
Non si conoscono copie ancora esistenti della pellicola che viene considerata presumibilmente perduta.

### Differenti versioni
Un altro adattamento per il cinema della pièce di Cosmo Gordon Lennox fu prodotto nel 1927 dalla Famous Players-Lasky con il titolo Afraid to Love. Il film, diretto da Edward H. Griffith, fu interpretato da Florence Vidor e Clive Brook.